# Pogrom
O termo pogrom (em iídiche, פּאָגראָם, do russo погром) tem múltiplos significados, mais frequentemente atribuída à perseguição deliberada de um grupo étnico ou religioso, aprovado ou tolerado pelas autoridades locais, sendo um ataque violento massivo, com a destruição simultânea do seu ambiente (casas, negócios, centros religiosos). Historicamente, o termo tem sido usado para denominar atos em massa de violência, espontânea ou premeditada, contra judeus, protestantes, eslavos e outras minorias étnicas da Europa, porém é aplicável a outros casos, a envolver países e povos do mundo inteiro.

## História
A palavra tornou-se internacional após a onda de pogromm que varreu o sul da Rússia entre 1881 e 1884, causando o protesto internacional e levando à emigração massiva dos judeus.
De acordo com os registros da história dos judeus nos Estados Unidos, a imigração judaica da Rússia aumentou drasticamente naqueles anos, totalizando cerca de dois milhões de judeus russos entre 1880 e 1920.
Pelo menos uma parte dos pogrom deve ter sido organizada ou apoiada pela Okhrana (polícia secreta russa). Apesar de não haver provas, a indiferença da polícia e do exército russo foi amplamente comentada, por exemplo, durante o Primeiro pogrom de Kishinev de 1903, que durou três dias, bem como as precedentes incitações antissemitas em artigos de jornais - uma indicação de que os pogrom estavam em linha com a política interna da Rússia Imperial.
A Revolução Russa de 1917 e a consequente Guerra Civil Russa foram acompanhadas de vários pogrom. Por um lado, judeus ricos partilharam o destino de outras pessoas ricas da Rússia. Por outro lado, as povoações judaicas sofreram vários pogrons pelo Exército Branco, que via os judeus como atores principais do "complô judaico-bolchevique". Na pequena cidade de Fastov sozinho, o Exército Voluntário de Denikin assassinou mais de 1,5 mil judeus, principalmente idosos, mulheres e crianças. Estima-se que 100 a 150 mil judeus na Ucrânia e no sul da Rússia foram mortos em pogroms perpetrados pelas forças de Denikin, bem como por partidistas nacionalistas de Symon Petliura
A organização da autodefesa judia parou os pogromistas em certas áreas durante o Segundo pogrom de Kishinev.

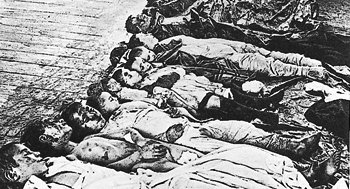
Crianças judias mortas no pogrom de Ekaterinoslav

Pogrom ocorreram também envolvendo pessoas de outras comunidades, além da judaica. Exemplos: o Massacre de São Bartolomeu, em França, no ano de 1572, quando houve assassinatos em massa de protestantes por parte de católicos. Também há o caso dos massacres da comunidade Bahá'í (entre 1850-63) perpetrados pelas autoridades bem como a sociedade civil em todo o Irão. No Afeganistão dos talebans, houve pogrons feitos aos membros do grupo étnico minoritário dos hazaras (na aldeia de Daht-e Leili, centro-norte do país). Em Camboja, Ruanda, Burundi etc., também há casos, e recentes, de enormes pogrom. Foram praticados na Segunda Guerra 140 pogroms com 35 mil vítimas durante o período.

## 1938: O pogrom da "Noite dos Cristais"
Em 9 de novembro de 1938, nazistas mataram judeus, incendiaram sinagogas, saquearam e destruíram lojas da comunidade judaica. O governo nazista impediu a ação de polícia e bombeiros. Aquela que ficaria conhecida no próprio jargão nazista como a "noite dos cristais quebrados" marcou o início do Holocausto, que causou a morte de seis milhões de judeus na Europa até o final da Segunda Guerra Mundial.
A "Noite dos Cristais" (Kristallnacht ou Reichspogromnacht), de 9 para 10 de novembro de 1938, em toda a Alemanha e Áustria, foi marcada pela destruição de símbolos judaicos. Sinagogas, casas comerciais e residências de judeus foram invadidas e seus pertences destruídos. Milhares foram torturados, mortos ou deportados para campos de concentração. A justificativa usada pelos nazistas foi o assassinato do então diplomata alemão em Paris, Ernst vom Rath, pelo jovem Herschel Grynszpan, de 17 anos, dois dias antes.
A perseguição nazista à comunidade judaica alemã já havia começado em abril de 1933, com a convocação aos cidadãos a boicotarem estabelecimentos pertencentes a judeus. Mais tarde, foram proibidos de frequentar estabelecimentos públicos, inclusive hospitais.
No outono europeu de 1935, a perseguição aos judeus, apontados como "inimigos dos alemães", atingiu outro ponto alto com a chamada "Legislação Racista de Nurembergue". Enquanto o resto do mundo parecia não levar o genocídio a sério, Hitler via confirmada sua política de limpeza étnica.

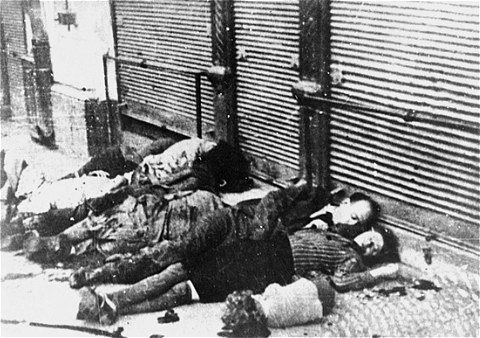
Judeus romenos assassinados no "Progrom de Iași", em 1941, durante o Holocausto.

Uma lei de 15 de novembro de 1935 havia proibido os casamentos e condenado as relações extraconjugais entre judeus e não-judeus. Havia ainda a proibição de que não-judeus fizessem serviços domésticos para famílias judaicas e que um judeu hasteasse a bandeira nazista.
Ainda em 1938, as crianças judias foram expulsas das escolas e foi decretada a expropriação compulsória de todas as lojas, indústrias e estabelecimentos comerciais pertencentes a judeus. Em 1.º de janeiro de 1939, foi adicionado obrigatoriamente aos documentos de judeus o nome Israel para homens e Sarah para mulheres.
A proporção da brutalidade do pogrom de 9 de novembro foi indescritível. Hermann Göring lamentou "as grandes perdas materiais" daquele 9 de novembro de 1938, acrescentando: "Preferia que tivessem assassinado 200 judeus em vez de destruir tantos objetos de valor!"

## Uso moderno
Na Alemanha contemporânea, refere-se à Noite dos Cristais (ou Kristallnacht/Reichskristallnacht) também por Pogromnacht.